# ドミニク・ロラン
ドミニク・ロラン（Dominique Rollin、1982年10月29日 - ）は、カナダ、ケベック州ブーシャーヴィル出身の自転車競技（ロードレース）選手。

## 来歴
2003年
- カナダ選手権ロードレース U23優勝
- Chrono champenois 3位

2004年
- カナダ選手権ロードレース U23優勝
- パリ～マント 2位

2005年
- ツール・ド・ボース 区間優勝
- クラシック・モンテレアル～ケベック・ルイ・ガノ 優勝

2006年
- カナダ選手権ロードレース エリート優勝
- ツール・ド・ジロンド 区間優勝

2007年
- Rás Tailteann 区間優勝
- ツアー・オブ・ミズーリ 総合3位
- パンアメリカン競技大会 タイムトライアル銅メダル

2008年
- ツアー・オブ・カリフォルニア 区間優勝＆スプリント賞
- ツール・ド・ニューヨーク 総合優勝＆区間優勝
- ツアー・オブ・サウスランド 区間優勝
- ツアー・オブ・ミズーリ 総合9位＆山岳賞

2009年
- ロンド・ファン・ドレンテ 5位
- スヘルデプライス 3位

2010年
- ツール・デュ・ポワトゥー＝シャラント 総合2位

2011年
ドワルス・ドール・フラーンデレン 10位
2013年
- ショレ＝ペイ・ド・ロワール 6位